# Обрачун код О. К. корала
Обрачун код О. К. корала (енгл. Gunfight at the O.K. Corral) је био полуминутни револверашки сукоб који се догодио 26. октобра 1881. године између браће Ерп и Дока Холидеја са једне и тзв. Каубоја предвођених Ајком Клантоном са друге стране. Многи га сматрају најпознатијим двобојем у историји Дивљег Запада.

## Увод
Вајат, Вирџил и Џејмс Ерп, са својим супругама, су се 1879. године преселили из Даџ Ситија у Тумстоун. Био је то бумтаун настао након открића рудника сребра. Основан је 5. марта 1879. године. Око 100 становника живело је углавном у баракама. Када су Ерпови стигли у град девет месеци касније, Тумстоун је већ имао око 1000 становника. Следеће године је у град стигао и Док Холидеј, као и Вајатов млађи брат Морган. Лета 1880. године дошло је до првог сукоба Ерпових и "Каубоја", локалних крадљиваца стоке који су наносили велику штету компанији Велс Фарго у којој је радио и Вајат. Сукоб је окончан споразумом по коме су се разбојници обавезали да ће вратити украдену стоку. Вајат је јула 1880. године постао заменик шерифа источног дела округа Пима. Тумстоун је такође био у његовој надлежности.
Марта 1881. године поново се распламсао сукоб између браће Ерп и "Каубоја". Браћа Клантон и Меклари опљачкали су дилижансу Кинер и однели 26.000 долара у сребрним полугама. Возач кочије је страдао у нападу. Ерпови су ухапсили Лутера Кинга, једног од "Каубоја". Вајат је Ајку Клантону и Френку Мекларију понудио награду од 3600 долара у замену за информације о пљачкашима. Информације није добио. Септембра исте године Френкови пријатељи пљачкају дилижансу Сенди-Боб-Тумстоун.

## Двобој
Крајем 1881. године тензије постају све веће. Ајк Клантон, Били Клеборн и остали "Каубоји" прете да ће убити Ерпове. Шериф Вирџил Ерп је замолио Вајата, Моргана и Дока Холидеја да му помогну да разоружа разбојнике који су се 26. октобра окупили у близини О. К. корала у улици Фремонт. Представници закона су око 15 часова кренули ка Фремонт Стриту. Уследио је најпознатији револверашки обрачун у историји Дивљег запада. Обрачун је трајао око 30 секунди. Вирџил није очекивао пуцњаву. Није познато ко је отпочео сукоб јер су сведочанства очевидаца контрадикторна. Дим црног барута заклонио је видик. Испаљено је око 30 метака. Ајк Клантон је по избијању пуцњаве истрчао напред узвикујући да је ненаоружан и да не жели борбу. Вајат му је одговорио: "Или се бори или бежи". Клантон је побегао са бојишта. Други сведоци кажу да је извукао скривени пиштољ и пуцао на Ерпове током бега. Били Клеборн је такође побегао са бојног поља. Вајат Ерп је погодио Френка Мекларија у стомак. Френк је погинуо у обрачуну са Вајатом, Морганом и Холидејем. Морган је рањен у сукобу са Френком Мекларијем. Френк или Били Клантон погодили су Вирџила Ерпа у ногу (Вирџил је сматрао да је то био Били). Следећи Вирџилов хитац погодио је Билија. Били је погођен у ручни зглоб, груди и стомак. Том Меклари је изрешетан на углу улице Фремонт и Треће улице. Док Холидеј је рањен у сукобу са Френком Мекларијем. Једини који се извукао без повреда био је Вајат Ерп.

## Последице
Ајк Клантон је тужио Ерпове и Холидеја за убиство свога брата и браће Меклари. Један од сведока био је и шериф Џони Бехан. Ерпове је бранио адвокат Томас Фиц. Судија је 30. новембра донео пресуду којом је ослободио оптужене због недостатка доказа. Вајат Ерп и Док Холидеј остали су на слободи, али је њихов углед нарушен. Пријатељи "Каубоја" спремали су освету. Вирџил Ерп је 28. децембра рањен у заседи у улици Ален. Погођен је у раме и леву руку. Ајков шешир пронађен је на месту одакле је пуцано. Вајат је понудио Ајку измирење, али је овај одбио. Ослобођен је оптужби за покушај убиства јер су сведоци потврдили да се у време пуцњаве налазио у Чарлстону. Морган Ерп је 18. марта 1882. године убијен у салуну док је играо билијар. Метак га је погодио у кичму. Други метак је промашио Вајата. Морган је умро након 40 минута. Уследила је освета браће Ерп и Дока Холидеја. Потера је током свог двонедељног јахања убила четворицу људи: Индијанца Чарлија, Френка Стилвела, Карли Била и Џони Барнса. Средином априла Ерпови напуштају Аризону и одлазе ка истоку, у Нови Мексико, а потом у Колорадо.

## Учесници
- Вирџил Ерп
- Морган Ерп
- Вајат Ерп
- Док Холидеј
- Ајк Клантон
- Били Клантон (заједно са браћом Меклари)
- Том Меклари
- Френк Меклари
- Били Клеборн